# I Liceum Ogólnokształcące im. Bolesława Chrobrego w Piotrkowie Trybunalskim

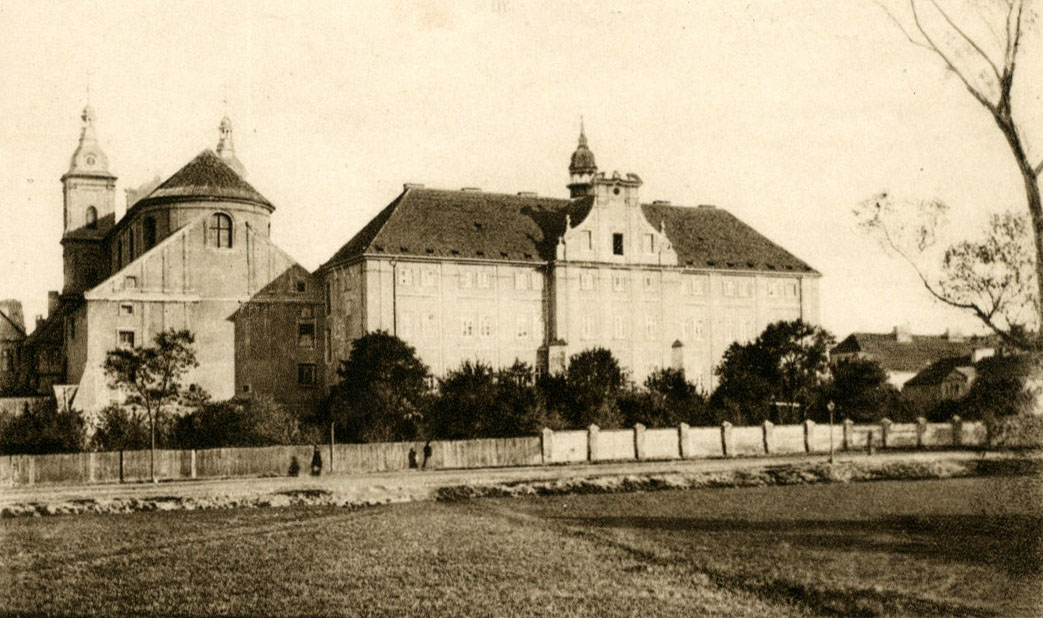
Kościół jezuitów i gimnazjum przed przebudową w 1870 roku

I Liceum Ogólnokształcące im. Bolesława Chrobrego w Piotrkowie Trybunalskim – szkoła średnia w Polsce. Obecnie liceum z klasami o profilu matematycznym, biologiczno-chemicznym oraz humanistycznym, z nauką języka angielskiego, niemieckiego, francuskiego.
W szkole działają kółka przedmiotowe oraz kółko literackie, teatralne, ekologiczne, klub filmowy, klub młodych pisarzy i Szkolny Klub Europejski. Znajduje się tu również planetarium, w którym odbywają się zajęcia z astronomii, a także muzeum szkoły.

## Historia

### Kolegium pijarskie i jezuickie
Początki szkolnictwa średniego w Piotrkowie sięgają II połowy XVII wieku i są związane z dwoma zakonami: pijarów i jezuitów.
Pijarzy, po niepowodzeniu starań o otwarcie kolegium w Krakowie w 1662 roku, skierowali swoje zainteresowanie w kierunku Piotrkowa, będącego wówczas miejscem Trybunału Koronnego. Szybko uzyskali poparcie i piotrkowskich mieszczan, i władz kościelnych, uzyskując w 1674 roku pozwolenie na osiedlenie się w tym mieście, zaś już w roku 1675 utworzyli kolegium. W 1677 roku sejm przyjął ich piotrkowską fundację pod opiekę króla i narodu, uwalniając od podatków. Szkoła początkowo mieściła się w kamienicy przy ul. Dominikańskiej (obecnie fragment ul. Wojska Polskiego). Jednocześnie pijarzy kupowali przyległe place, stając się ostatecznie właścicielami sporego kwartału między ulicami Sieradzką, Nowym Miastem (obecnie Rycerską), Rwańską i Dominikańską, przeznaczonego pod kościół i budynki szkolne. Ich budowę zakończono w 1713 roku. Po pożarze Piotrkowa w 1731 już po roku powstał nowy, dwukondygnacyjny, murowany budynek szkolny, a w roku 1738 budynek konwiktu.
Jezuici, mimo że starania o osiedlenie się w Piotrkowie podjęli już od około 1630 roku, a
zezwolenie od króla Jana III Sobieskiego na budowę kolegium i kościoła uzyskali w 1683 roku, z otwarciem szkoły musieli poczekać do roku 1716. Spowodowane było to i niespokojnymi czasami (wojną polsko-szwedzką), i niechęcią istniejących już w mieście zakonów oraz magistratu piotrkowskiego, a w późniejszym okresie także protestami obawiających się konkurencji pijarów. Budowę kościoła jezuitów, usytuowanego w pobliżu południowych murów miasta, rozpoczęto już w roku 1695, jednak prace przerwało następne zajęcie Piotrkowa przez Szwedów w 1702 i zaraza w 1704 roku. Dokończono go ostatecznie w 1727 roku. Wcześniej, w roku 1706, jezuici otworzyli pierwszą szkołę, mieszczącą się w pobliskich kamieniczkach, w 1716 roku podniesioną do rangi kolegium. Kościół i szkoła zostały częściowo zniszczone we wspomnianym pożarze Piotrkowa w 1731 roku. Zakon, będąc już właścicielem sporej części gruntów w południowej części miasta, podjął starania o odbudowę i znaczne powiększenie budynków, uzyskując też od magistratu teren po drugiej stronie murów. Prace nad budową nowego kolegium postępowały wolno, głównie z uwagi na wymagający specjalnych umocnień (pale dębowe) grząski teren. Do czasu kasaty zakonu jezuitów w 1773 roku zdołano wznieść mury główne i urządzić suteryny, parter i pierwsze piętro. Budynek, dodatkowo częściowo naruszony podczas konfederacji barskiej w 1769 roku, przejęła Komisja Edukacji Narodowej.
W czasie współistnienia obu kolegiów nie odbiegały one specjalnie poziomem od innych tego typu placówek na terenie Polski. Szkoła jezuicka była 5-klasowa, szczególny nacisk kładziono na naukę języków, zwłaszcza łaciny (greki w szkole piotrkowskiej nie uczono), uwagę zwracano także na naukę historii i geografii. W Piotrkowie prowadzono także dodatkowe, wyższe kursy filozofii (z matematyką według Euklidesa, etyką według Arystotelesa i naukami przyrodniczymi) oraz teologii (z prawem kanonicznym i językiem hebrajskim). Uczniów wychowywano też do życia społecznego, kładąc nacisk na współzawodnictwo (klasy dzielono na dwie rywalizujące ze sobą grupy: Pars Romana i Pars Graeca) i organizując sejmiki szkolne, na wzór tych prawdziwych rozpatrujące ważne dla kraju problemy.
Szkoła pijarska była 7-klasowa, z nieco nowocześniejszym programem nauczania, już od pierwszej klasy nauczano arytmetyki, w następnych uczono historii i prawa rzymskiego. W przedostatniej klasie uczniowie poznawali także dzieła współczesnych, także polskich pisarzy, a w ostatniej logikę, etykę według tomistów oraz geometrię wyższą. Uczniowie kolegium pijarskiego organizowali przedstawienia teatralne, które cieszyły się popularnością także poza szkołą (w 1746 roku marszałek Trybunału zawiesił na kilka dni obrady sądu, by umożliwić wystawienie sztuki w sali Trybunału).
Pewne zmiany w programach nauczania, zwłaszcza w kolegium pijarskim, przyniosła reforma Stanisława Konarskiego. Pijarzy położyli większy nacisk na naukę historii, geografii i przyrody, wprowadzono też pisanie w języku polskim, jezuici wystawiali sztuki teatralne. Kres dalszym reformom w kolegium jezuickim położyła kasata tego zakonu w 1773 roku – szkoła została zlikwidowana dwa lata później.
Posiadłości pojezuickie w 1781 roku zostały przez KEN przyznane pijarom, choć ci początkowo tylko wynajmowali go deputatom Trybunału, gdyż wykończenie i remont budynków wymagało dużych nakładów. Dopiero pożar z 1788 roku, który zniszczył gmach szkolny przy ulicy Rwańskiej, zmusił pijarów do przeprowadzki. Dobudowę drugiego piętra i niezbędne wykończenia wykonano według planów ówczesnego rektora kolegium, ks. Prospera Zarębskiego, geometry J.K.Mości.
W 1793 roku, w wyniku II rozbioru Polski, Piotrków znalazł się w zaborze pruskim. W budynkach należących do pijarów władze pruskie umieściły jeńców wojennych. Jednak 30 kwietnia 1796 roku zakonnicy podpisali porozumienie, w którym rząd pruski zobowiązał się odrestaurować gmachy pojezuickie i łożyć na ich utrzymanie, pijarzy zaś przekazali władzom dawne swoje budynki.

### Zabór rosyjski
Jako Gimnazjum Rządowe Męskie.

### Okres międzywojenny
Szkoła otrzymała imię pierwszego króla Polski we wrześniu 1918, kiedy to została upaństwowiona. W 1932 została przekształcona (w efekcie reformy jędrzejewiczowskiej) w gimnazjum i liceum. Politycznie wśród kadry szkoły dominowały sympatie endeckie, podobne poglądy prezentowali dyrektorzy szkoły (do 1930). Większość piotrkowskich narodowców była absolwentami tej szkoły.

### Tajne nauczanie w okresie II wojny światowej
Po zajęciu Piotrkowa przez wojska niemieckie 6 września 1939 roku początkowo zajęcia uruchomiono w pomieszczeniach II Gimnazjum żeńskiego, jednak wkrótce, 30 listopada Hans Frank na terenach Generalnego Gubernatorstwa ograniczył szkolnictwo do stopnia podstawowego i zawodowego. W gmachu Chrobrego początkowo mieściła się szkoła powszechna, jednak w 1940 roku ją zamknięto, a w budynku ulokowano szpital. Wyposażenie szkoły, poza częścią książek i najważniejszymi dokumentami, które udało się ukryć w pierwszych dniach wojny, zupełnie zniszczono.
Już w listopadzie 1939 roku Irena Kmiecik, łacinniczka z II Gimnazjum, i Mieczysław Meyer, nauczyciel chemii z Chrobrego, rozpoczęli organizację kompletów tajnego nauczania. Na kompletach realizowano pełny program nauczania szkoły średniej, ograniczono jedynie liczbę godzin języka polskiego i matematyki. Według sprawozdania Mieczysława Meyera w okresie od listopada 1939 roku do 1945 roku wydano 286 matur, 360 małych matur, a liczba promowanych uczniów wynosiła 1337.
W czasie wojny zginęło wielu uczniów, nauczycieli i wychowanków Chrobrego – ich nazwiska upamiętnia tablica w korytarzu szkolnym.

### Gimnazjum i liceum im. Bolesława Chrobrego w okresie powojennym
Wojska radzieckie wkroczyły do Piotrkowa 18 stycznia 1945 roku. Niemal natychmiast Mieczysław Meyer wraz z innymi nauczycielami zaczął przygotowywać otwarcie na nowo szkoły. Chrobrego otwarto ponownie 27 lutego 1945 roku, a Mieczysław Meyer został mianowany jej dyrektorem.
W 1946 roku w Piotrkowie i okolicach miały miejsce aresztowania członków Konspiracyjnego Wojska Polskiego, w tym kilkunastu uczniów Chrobrego – często dawnych partyzantów bądź członków Szarych Szeregów. Jeden z nich, Leopold Wiaderek, zginął podczas zasadzki Urzędu Bezpieczeństwa. Inny, Roman Czajka, został skazany na 12 lat więzienia.
Wiosną 1949 roku kilku harcerzy z Chrobrego, nie mogąc pogodzić się ze zmianami zachodzącymi w ZHP wymuszonymi przez ówczesnych władze partyjne i oświatowe, założyła konspiracyjną drużynę o nazwie Tajna Organizacja „Mała Dywersja”, przemianowaną w 1950 r. na Tajną Organizację Związku Harcerstwa Polskiego „Mała Dywersja”. Dokonano dalszych werbunków. Działalność drużyny, oprócz samokształcenia, polegała głównie na rozwieszaniu afiszy, malowaniu antykomunistycznych haseł, kolportażu drukowanych przez siebie ulotek i zrywaniu czerwonych flag. W listopadzie 1950 roku rozpoczęły się aresztowania jej członków. W procesie, który odbył się w kwietniu 1951 roku przed Wojskowym Sądem Rejonowym w Łodzi, jeden z nich, Sławomir Karliński, został skazany na 6 lat więzienia, Jerzy Biesiadowski oraz Jan Ibel na 5 lat, a Andrzej Mytkowicz na 3 lata więzienia. Wyroki zapadły za przynależność do organizacji mającej na celu „obalenie przemocą ustroju państwa polskiego”.
W 1950 roku pozbawiono funkcji dyrektora i aresztowano Teofila Budzanowskiego ps. „Tum”, powstańca warszawskiego, porucznika, zastępcę dowódcy odcinka Górny Czerniaków.
Od czasów powojennych w spisie maturzystów znajdują się pojedyncze imiona kobiece. Chrobry stał się znów szkołą męską w roku 1954. Od 1962 zaczęto przyjmować dziewczęta.
10 października 1981 roku otwarto w Chrobrym planetarium, zbudowane przez nauczyciela fizyki i astronomii Zbigniewa Solarza. Było to pierwsze polskie szkolne planetarium.
16 października 1990 roku absolwenci i wychowankowie szkoły powołali stowarzyszenie, noszące nazwę Towarzystwo Wychowanków Gimnazjum i Liceum im. Bolesława Chrobrego w Piotrkowie Trybunalskim. Stowarzyszenie ma osobowość prawną, wydaje biuletyn popularyzujący historię i osiągnięcia szkoły.
W 1992 roku, z inicjatywy Zenona Bartczaka, powstało muzeum szkoły. Znajduje się w nim bogaty zbiór archiwaliów.

## Dyrektorzy
- od 1 IX 1924: Andrzej Stawiski[4]
- 1 XI 1926 – 31 VIII 1927: Jan Grzędzielski[5]
- 1945: Mieczysław Meyer
- 1945–1947: Stanisław Nowosielski
- 1947–1950: Teofil Budzanowski
- 1950–1956: Stanisław Stolarski
- 1956–1959: Teofil Budzanowski (przywrócony na stanowisko)
- 1959–1964: Jan Nowak
- 1964–1966: Wiktor Pietrzykowski
- 1966–1970: Ryszard Koziński
- 1970–1992: Zenon Bartczak
- 1992–2007: Krzysztof Wiewióra
- od 2007: Henryk Michalski

## Nauczyciele
- Franciszek Gnyp

## Absolwenci i wychowankowie
Absolwentami i wychowankami szkoły, w całym okresie jej istnienia jako kolegium jezuickie i pijarskie, gimnazjum wojewódzkie i gubernialne, gimnazjum im. Bolesława Chrobrego oraz liceum im. Bolesława Chrobrego, byli m.in.:
- Aleksander Arkuszyński (1918–2016) – generał brygady Wojska Polskiego, żołnierz podziemia antykomunistycznego[6]
- Andrzej Bańkowski (1931–2014) – etymolog[7]
- Władysław Biegański (1857–1917) – lekarz internista, działacz społeczny[8]
- Tadeusz Błażejewski (ur. 1944) – krytyk literacki, historyk literatury[9]
- Stanisław Ciszewski (1865–1930) – etnograf[10]
- Leon Dziubecki (1904–1948) – przewodniczący konspiracyjnego Stronnictwa Narodowego
- Mieczysław Fejgin (1894–1975) – osobisty lekarz Bolesława Bieruta[11]
- Oskar Flatt (1822–1872) – regionalista[12]
- Tomasz Grzegorczyk (ur. 1948) – profesor UŁ, prawnik, sędzia Sądu Najwyższego, członek Komisji Kodyfikacyjnej Prawa Karnego[13]
- Jan Adolf Hertz (1878–1943) – dramaturg, poeta, krytyk teatralny[14]
- Jan Stanisław Jankowski (1882–1953) – działacz polityczny, Delegat Rządu na Kraj[15]
- Krzysztof Kamiński (1951–2023) – aktor filmowy i teatralny, a także poeta
- Stanisław Karpiński (1891–1982) – lotnik[16]
- Felicjan Kępiński (1885–1966) – astronom[17]
- Stanisław Konarski (1700–1773) – pisarz, pedagog, publicysta, reformator szkolnictwa[18]
- Ignacy Kozielewski (1882–1964) – współtwórca harcerstwa polskiego, pedagog[19]
- Jan Wawrzyniec Kulik (1918–1995) – biskup pomocniczy łódzki
- Leopold Lewin (1910–1995) – poeta[20]
- Anita Lipnicka (ur. 1975) – piosenkarka[21]
- Arkadiusz Lipnicki (ur. 1972) – aktor, artysta kabaretowy[22]
- Wacław Aleksander Maciejowski (1793–1883) – historyk prawa, słowianoznawca[23]
- Stanisław Małachowski (1736–1809) – hrabia, prezes Senatu Księstwa Warszawskiego, marszałek konfederacji Korony Królestwa Polskiego i marszałek Sejmu Czteroletniego
- Antoni Maszewski (1908–1944) – lekkoatleta, olimpijczyk, major WP[24]
- Waldemar Matusewicz (ur. 1958) – marszałek województwa łódzkiego i prezydent Piotrkowa Trybunalskiego[24]
- Zdzisław Najder (1930–2021) – dyrektor Rozgłośni Polskiej Radia Wolna Europa[25]
- Konrad Nałęcki (1919–1991) – reżyser filmowy, m.in. serialu Czterej pancerni i pies[26]
- Leon Piotr Nencki (1848–1904) – lekarz, chemik, społecznik[27]
- Wilhelm Marceli Nencki (1847–1901) – powstaniec styczniowy, lekarz, chemik, fizjolog[28]
- Feliks Nowicki (1840–1920) – architekt[29]
- Józef Orłowski (1819–1880) – architekt[30]
- Adolf Pawiński (1840–1896) – historyk[31]
- Józef Pawlikowski (1767–1826) – pisarz polityczny, uczestnik insurekcji kościuszkowskiej, sekretarz Tadeusza Kościuszki[32]
- Edward Przanowski (1845–1929) – inżynier powiatowy w Słupcy i Łęczycy, żołnierz powstania styczniowego
- Feliks Przyłubski (1906–1983) – autor publikacji popularyzujących kulturę języka i podręczników, m.in. elementarzy Litery i Mam 6 lat[33]
- Antoni Rajkiewicz (1922-2021) – ekonomista, polityk[34]
- Stanisław Rembek (1901–1985) – powieściopisarz[35]
- Marian Renke (1930–1986) – dyplomata, prezes Polskiego Komitetu Olimpijskiego[36]
- Jerzy Rogalski (ur. 1948) – aktor teatralny i filmowy[potrzebny przypis]
- Konrad Rudnicki (1926–2013) – astronom[37]
- Władysław Sabowski (1837–1888) – pisarz, poeta[38]
- Antoni Sikorski (1893–1987) – żołnierz, legionista, uczestnik wojny polsko-bolszewickiej, dowódca obrony Sandomierza podczas kampanii wrześniowej, wielokrotnie odznaczany Krzyżem Virtuti Militari[39]
- Stefan Wacław Sikorski (1905–1944) – społecznik, żołnierz i organizator Służby Zwycięstwu Polski i ZWZ na Lubelszczyźnie, major AK[40]
- Zygmunt Słomiński (1879–1943) – inżynier budownictwa, prezydent Warszawy[41]
- Kazimierz Stronczyński (1809–1896) – historyk, numizmatyk[42]
- Henryk Struve (1840–1912) – filozof, profesor UW, członek PAU[43]
- Filip Sulimierski (1843–1885) – geograf, tłumacz, wydawca „Wędrowca” i Słownika geograficznego Królestwa Polskiego i innych krajów słowiańskich[43]
- Mieczysław Trajdos (1887–1942) – polityk i adwokat, przywódca Stronnictwa Narodowego, bliski współpracownik Romana Dmowskiego[44][45]
- Bogusław Wołoszański (ur. 1950) – dziennikarz i popularyzator historii[46]
- Adam Wrzosek (1875–1965) – lekarz, patolog, profesor UJ, UW, dziekan Wydziału Lekarskiego Uniwersytetu Poznańskiego[47]
- Józef Życiński (1948–2011) – filozof, teolog, biskup tarnowski, arcybiskup metropolita lubelski[48]